# Turvelândia
Turvelândia es un municipio brasileño del estado de Goiás. Posee un área territorial de 934,260 km² y su población estimada en 2006 era de 4399 habitantes de acuerdo con el IBGE. La ciudad tiene como principales actividades la producción agrícola y la ganadería y una central de alcohol y azúcar.